# Oxen (stjärnbild)
För andra betydelser, se Oxen.
Oxen (Taurus på latin), ibland kallad "Tjuren", är en omisskännlig och ljusstark stjärnbild på den nordligaste delen av ekliptikan.  Den är en av de 88 moderna stjärnbilder som erkänns av den Internationella Astronomiska Unionen.

## Historik
Oxen var en av de 48 konstellationer som listades av astronomen Klaudios Ptolemaios i hans samlingsverk Almagest.

## Mytologi
Oxen står på vakt på stjärnhimmeln för att skydda Plejaderna från jägaren Orion. Ibland sägs den också symbolisera tjuren från Kreta, som blev far till monstret Minotaurus.

## Läge
Påståenden har gjorts, att Oxens stjärntecken inte råder under samma tid som den gjorde då den upptäcktes för runt 3000 år sedan. Det stämmer till viss del, men skillnaden är inte stor som exempelvis Parke Kunkle beskriver det. Om det ens har skett en förändring, så handlar det om några dagar, och inte veckor. Oxen håller från 1 maj till 11 juni idag.

## Stjärnor

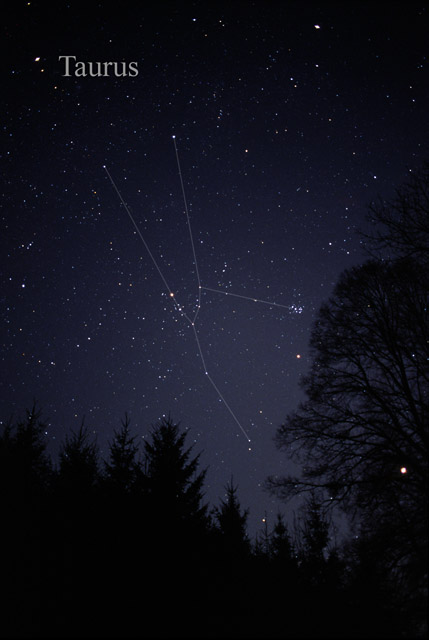
Stjärnbilden Oxen (Taurus) som den kan ses med blotta ögat.

- α - Aldebaran (Alfa Tauri) är av första magnituden och en orange jättestjärna av typ K5III på 68 ljusårs avstånd. Dess namn är ett av våra arabiska stjärnnamn, på klassisk arabiska heter det الدبران (ad-dabarān) och betyder den efterföljande, och syftar på att stjärnan går upp strax efter Plejaderna på himlen i öster.
- β - Beta Tauri
- El Nath
- ζ - Zeta Tauri

Det finns vidare ett stort antal Flamsteed-objekt i Oxens stjärnbild, mer än 140 stjärnor, vilket kan kopplas till stjärnhoparna Plejaderna och framför allt hyaderna, se nedan.

## Djuprymdsobjekt

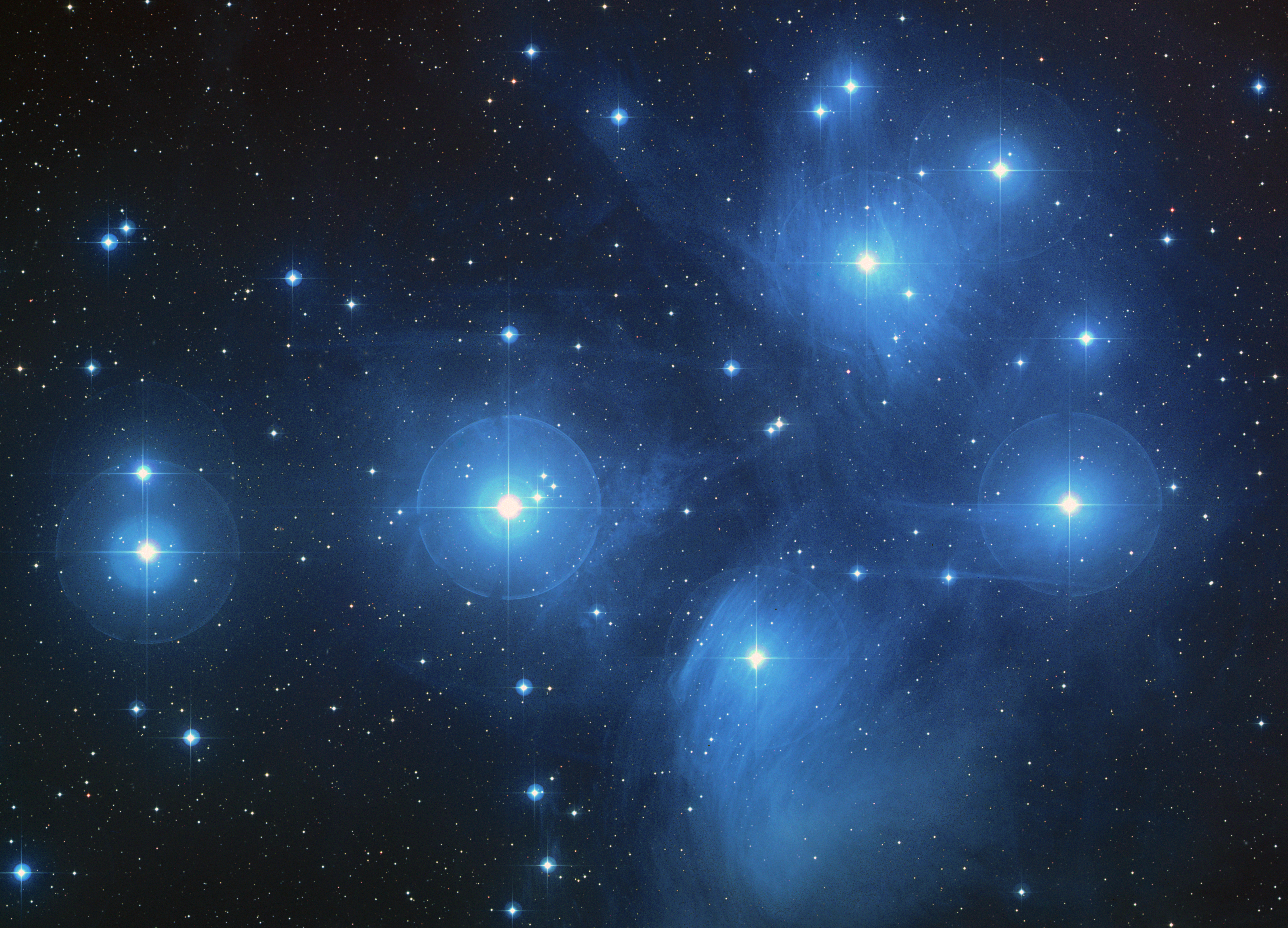
Stjärnhopen Plejaderna fotograferad av Hubble.

### Stjärnhopar
- Plejaderna (Messier 45) är en närbelägen öppen stjärnhop.
- Hyaderna (Caldwell 41) är en V-formad asterism, en mindre öppen stjärnhop som bildar ett tidligt mönster, som ligger centralt i stjärnbilden. Markant inom området för Hyaderna är den orangeröda stjärnan Aldebaran, som dock inte är kopplad till Hyaderna, utan bara ligger emellan dessa och Solsystemet.

### Nebulosor
- Krabbnebulosan (Messier 1, NGC 1952) utgör resterna efter en supernova som kunde ses 4 juli år 1054. Supernovan kunde ses dagtid och dokumenterades av kinesiska astronomer.

## Landskapsstjärnbild
Oxen är Blekinges landskapsstjärnbild.